# Ronald Munro-Ferguson, 1. Viscount Novar

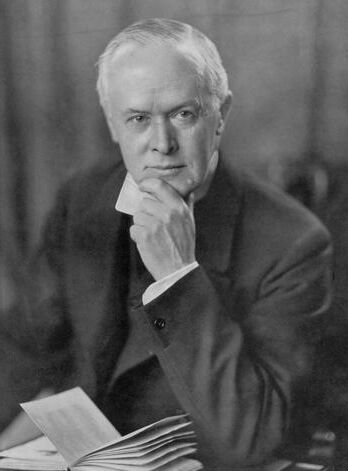
Ronald Munro-Ferguson, 1. Viscount Novar

Ronald Craufurd Munro-Ferguson, 1. Viscount Novar, KT, GCMG, PC (* 6. März 1860 in Fife, Großbritannien; † 30. März 1934 ebenda) war ein britischer Politiker und sechster Generalgouverneur Australiens.

## Jugend und Ausbildung
Ronald Munro-Ferguson wurde im Haus seiner Familie im schottischen Kirkcaldy, Fife, geboren. Er war der Sohn eines wohlhabenden Mitglieds des House of Commons. An der Royal Military Academy Sandhurst wurde Munro-Ferguson ausgebildet und strebte bis 1884 eine militärische Karriere an, bis er selbst in das House of Commons gewählt wurde. Er wurde Privatsekretär von Lord Rosebery, einem führenden Liberalen, und heiratete 1889 Lady Helen Blackwood, die Tochter des 1. Marquess of Dufferin and Ava, des Generalgouverneurs und Vizekönigs von Indien.

## Politische Karriere
Wie Rosebery war auch Munro-Ferguson ein liberaler Imperialist. Er unterstützte die imperiale Politik der konservativen Regierung und somit auch den Zweiten Burenkrieg, wodurch er sich beim radikalen, Anti-Kriegs-Flügel der Liberal Party unbeliebt machte. Trotz seines politischen Talents hatte er deshalb wenig Hoffnung auf einen Sitz im Kabinett von Henry Campbell-Bannerman oder Herbert Henry Asquith.

### Generalgouverneur von Australien
Im Februar 1914 war er aus diesem Grunde froh über das Angebot, Generalgouverneur in Australien zu werden (zuvor hatte er bereits 1910 den Posten als Gouverneur von Victoria und 1895 als Gouverneur von South Australia abgelehnt). Vor seiner Ernennung zum Generalgouverneur erhielt er den Titel Knight Grand Cross des Order of St. Michael and St. George.
Als Munro-Ferguson in Melbourne ankam, sah er einer politischen Krise in Australien entgegen. Die liberale Regierung von Joseph Cook besaß zwar eine knappe Ein-Sitz-Mehrheit im australischen Repräsentantenhaus, jedoch verfügte die Australian Labor Party über eine Senatsmehrheit, mit der sie regelmäßig die Entscheidungen der Regierung behinderten.
Am 2. Juni 1914, knapp drei Wochen nach Munro-Fergusons Ankunft, reichte Premierminister Cook förmlich den Antrag auf eine Doppelauflösung von Repräsentantenhaus und Senat ein. Nun musste Munro-Ferguson seine Entscheidung abwägen. Zum einen hatte die 1913 gewählte liberale Regierung noch weitere zwei Jahre vor sich, zum anderen wurden ihre Entscheidungen regelmäßig vom Senat blockiert. Eine ähnliche Situation hatte es zuvor im Vereinigten Königreich (mit Unter- und Oberhaus) noch nie gegeben. Als Munro-Ferguson schließlich auf den Wunsch Cooks einging, sah er sich schweren Anschuldigungen der Labor Party ausgesetzt, die den amtierenden Premier Cook beschuldigte, die Verfassung zu manipulieren, um die Kontrolle über den Senat zu erlangen.
Während der anschließenden Wahlkampagne brach der Erste Weltkrieg aus. Dies stürzte Australien in eine noch schärfere Krise, da Senat und Repräsentantenhaus aufgelöst waren. Somit war der Generalgouverneur die einzige Person mit der Möglichkeit zu handeln und nahm Kontakt mit der britischen Regierung auf. Im September 1914 wurde Andrew Fisher erneut zum Premierminister gewählt, was auch eine Folge der umstrittenen Regierungsauflösung Cooks war. Im Oktober 1915 folgte Billy Hughes Fisher als Premier nach dessen Rücktritt. Sowohl Hughes als auch Munro-Ferguson waren Befürworter des Kriegseintritts Australiens, um das Vereinigte Königreich zu unterstützen.
Wie Hughes sah auch Munro-Ferguson die fehlgeschlagenen Referenden zur Einführung der allgemeinen Wehrpflicht in Australien im Oktober 1916 und Dezember 1917 als nationales Desaster an. Nachdem David Lloyd George britischer Premierminister geworden war, verhandelte Hughes ausschließlich direkt mit ihm, ohne den Generalgouverneur als Zwischenstation einzuschalten. Mit der außenpolitischen Unabhängigkeit Australiens 1918 verlor Munro-Ferguson vollkommen seinen politischen Einfluss in Australien.

### Rückkehr nach Großbritannien
Im Mai 1919 stellte Munro-Ferguson ein Rücktrittsgesuch in London, doch zwang man ihn, bis zum Ende des Australien-Aufenthalts des Prince of Wales im Amt zu bleiben. Im Oktober 1920 schließlich legte er sein Amt nach sechs Jahren nieder. Nach seiner Rückkehr wurde er mit dem Titel Viscount Novar, of Raith in the County of Fife und of Novar in the County of Ross, in den erblichen Adelsstand erhoben.
Im Jahr 1922 wurde er in Andrew Bonar Laws konservativer Regierung zum Secretary for Scotland ernannt. Dieses Amt behielt er bis 1924. Zwei Jahre später wurde er schließlich zum Knight Companion des Distelordens geschlagen. Seit 1925 war er Fellow der Royal Society of Edinburgh.

## Tod
Im Jahr 1934 starb Munro-Ferguson in seinem Haus in Fife. Sein Adelstitel erlosch mit ihm, da er keine Nachfahren hinterließ.